# Luis Ignacio Garcia
Luis Ignacio Garcia war ein uruguayischer Politiker.
Garcia gehörte der Partido Colorado an. Er saß in der 21. Legislaturperiode zunächst als stellvertretender Abgeordneter für das Departamento Rivera vom 22. März 1904 bis zum 14. Februar 1905 in der Cámara de Representantes. Auch in den folgenden drei Wahlperioden war er sodann gewählter Volksvertreter.

## Zeitraum seiner Parlamentszugehörigkeit
- 22. März 1904 – 14. Februar 1905 (Cámara de Representantes, 21.LP)
- 15. Februar 1905 – 14. Februar 1908 (Cámara de Representantes, 22.LP)
- 15. Februar 1908 – 14. Februar 1911 (Cámara de Representantes, 23.LP)
- 21. Februar 1911 – 14. Februar 1914 (Cámara de Representantes, 24.LP)